# Sankt Valentin (stacja kolejowa)

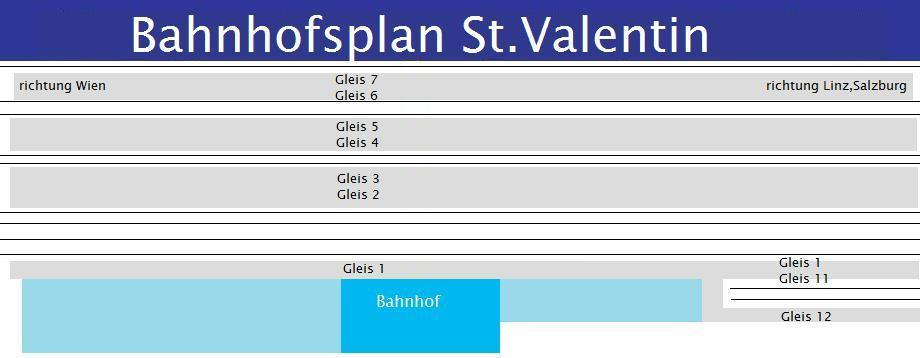
Plan stacji Sankt Valentin

Sankt Valentin (niem: Bahnhof Sankt Valentin) – stacja kolejowa w St. Valentin, w kraju związkowym Dolna Austria, w Austrii. Znajduje się na linii Westbahn, oraz jest stacją końcową dla linii Donauuferbahn i Rudolfsbahn.

## Dworzec
W hali dworcowej znajduje się centrum podróży Österreichische Bundesbahnen, z kasami biletowymi, biletomatami, telefonem i sklepem z wyrobami tytoniowymi.
Obok perony 1 znajduje się poczekalnia, kawiarnia i restauracja i filia Sparda Bank.
Stacja posiada bezpłatny parking Park & Ride naprzeciwko budynku na Kohlplatzstraße. Znajduje się tu również centrum przesiadkowe pozostałych form komunikacji publicznej. Na dworcu znajduje się przystanek autobusu pocztowego.